# Cour des Voraces

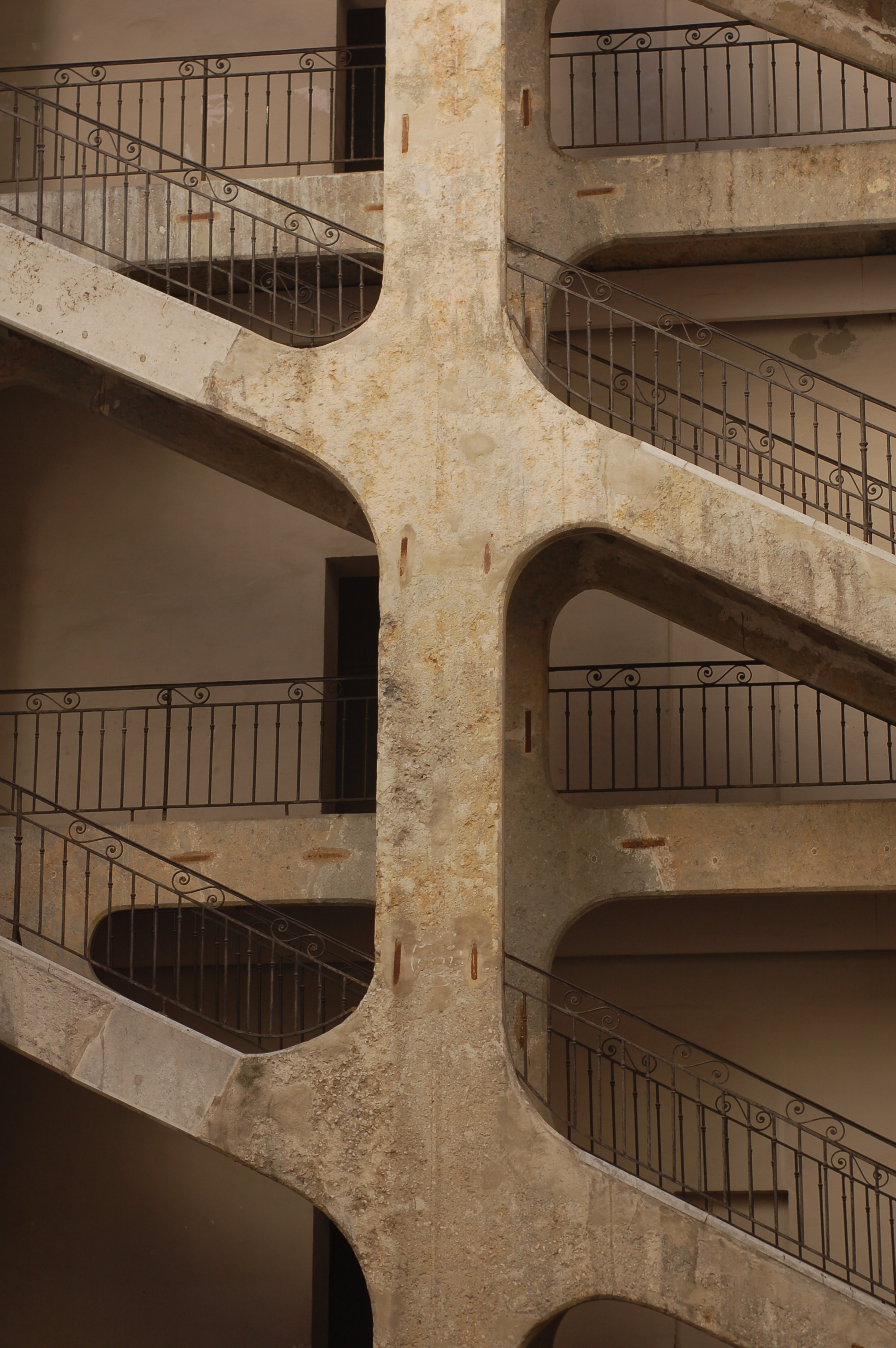
L'escalier de la cour des Voraces. Août 2013.

La Cour des Voraces est une cour d'immeuble lyonnais, célèbre pour son monumental escalier de façade de six étages (escalier à volées libres). C'est une impressionnante traboule qui permet de passer du 9 de la place Colbert au 14 de la montée Saint-Sébastien ou au 29, rue Imbert-Colomès.

## Situation et accès
Située sur les pentes de La Croix-Rousse, la Cour des Voraces est un symbole lyonnais. Construite vers 1840, c'est un bel exemple d’une architecture populaire dite « canuse », liée à l'industrie de la soie qui a profondément marqué le quartier. Mais c'est également un lieu qui symbolise quelques grands moments de l'histoire lyonnaise.
Ce site est desservi par la station de métro Croix-Paquet.

## Origine du nom
La cour des Voraces tient certainement son nom d'un groupe d'ouvriers canuts nommés les Voraces, qui s'illustrèrent par leurs insurrections républicaines de 1848 et 1849.

## Historique

### La révolte des Canuts
Une plaque commémorative indique que « Dans la cour des Voraces, ruche du travail de la soie, les canuts luttaient pour leurs conditions de vie et leur dignité ».
On raconte que la Cour des Voraces (également appelée « Maison de la République ») a servi de refuge aux ouvriers canuts lors de leurs révoltes. Cette cour devint célèbre, dit-on, par une bataille qui opposa les canuts aux soldats de l'armée régulière[réf. nécessaire]. Compte tenu de la date de construction, il peut s'agir de combats ayant eu lieu lors de la seconde insurrection des Voraces en 1849.
Une autre hypothèse est évoquée : l’immeuble aurait abrité la loge d’une organisation mutualiste de Canuts : le Devoir mutuel. Le mot « Dévoirant » - c’est-à-dire les membres du Devoir mutuel -, déformé, a fini par donner le mot « Voraces ».
Il se dit aussi que le mot « voraces » est issu du fait que ces canuts luttaient contre la diminution du volume du pot de vin. En effet le pot de vin devenait de plus en plus petit, mais le prix restait inchangé. (cf. Les Voraces (Lyon))

### Seconde Guerre mondiale
Pendant la Seconde Guerre mondiale, les traboules lyonnaises, lieux sombres et secrets (peu connus des étrangers) dont la configuration favorisait les activités clandestines, ont permis aux réseaux de résistance d’échapper à la surveillance de l'occupant allemand. La Cour des Voraces est souvent évoquée comme symbole de cette résistance.

### Plus récemment
En 1995, l'association Habitat et Humanisme dirigée par le père Bernard Devert rachète le lieu et lance des travaux de réhabilitation de la cour qui devient alors un symbole de l'habitat social, et les gones du quartier retrouvent les joies du « débaroulage » (dégringolade en parler lyonnais et franco-provençal).
La Cour des Voraces (sol de la cour et les deux escaliers) est classée comme monument historique.